# Juan Andrés Perelló
Juan Andrés Perelló Rodríguez (Buñol, 1 de julio de 1960) es un abogado y político socialista español. Entre agosto de 2018 y octubre de 2021 fue embajador delegado permanente de España ante la Unesco.

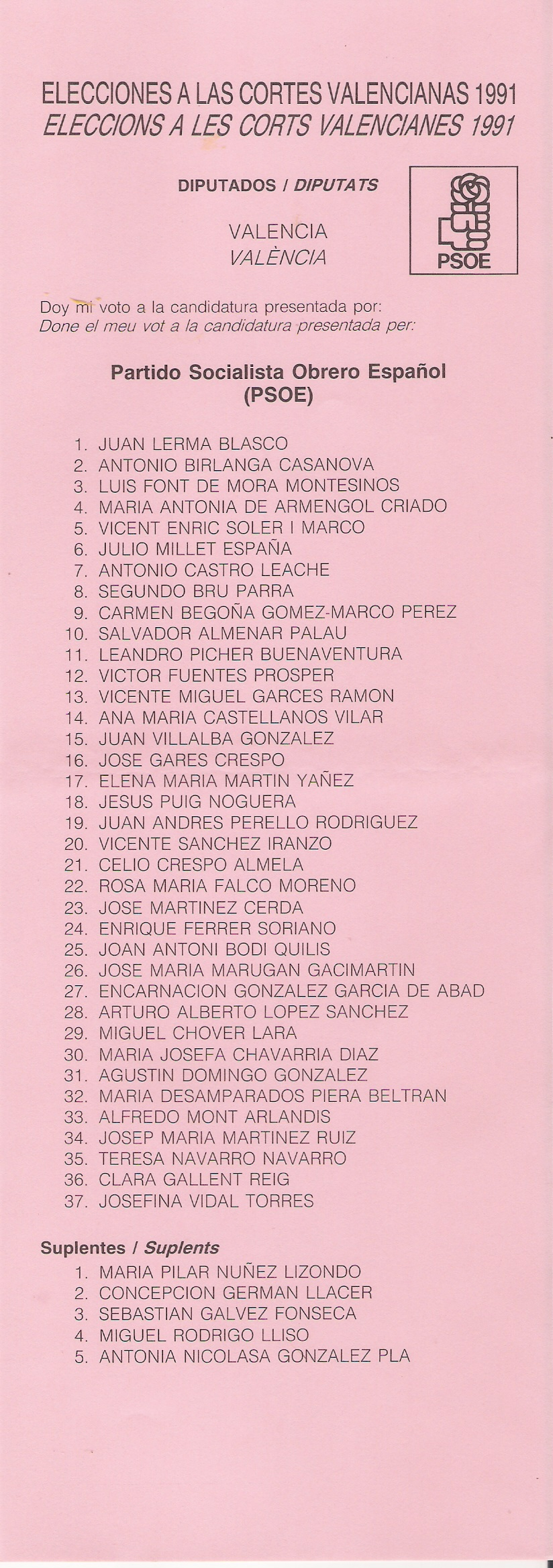
Perelló fue décimo noveno en la lista autonómica del PSOE por la provincia de Valencia en 1991.

## Trayectoria política
Ha sido alcalde de Buñol desde 1991 a 1995, diputado en las Cortes Valencianas en las legislaturas 1983-1987, 1987-1991, 1991-1995, 1999-2003 y 2003-2007. Fue miembro de la Comisión Gestora del Partido Socialista del País Valenciano-PSOE en 1999 como representante destacado de la corriente Izquierda Socialista. En 2004 fue elegido miembro del Comité Nacional del PSPV y el mismo año también se integró al Comité Federal del Partido Socialista Obrero Español elegido en el 36 º Congreso.
Fue senador por designación de las Cortes Valencianas entre julio de 2007 y mayo de 2009, cuando dejó el escaño para presentarse a las elecciones europeas del mismo año. La sustitución de Perelló en el Senado estuvo rodeada de polémica por la negativa del Partido Popular (partido con mayoría absoluta en las Cortes Valencianas, institución encargada del nombramiento del nuevo senador de representación territorial) a llegar a un acuerdo con el PSPV para la elección al vetar como candidata a Leire Pajín. Con seis meses de retraso, Leire Pajín fue elegida nueva senadora.
Andrés Perelló resultó elegido europarlamentario integrándose en el Grupo Socialista Europeo, pasando a ser miembro de la Comisión Parlamentaria en materia de Medio Ambiente, Salud Pública y Seguridad Alimentaria, y de la Delegación para las relaciones con Irak.

### Embajador ante la UNESCO
Tras el cambio de gobierno en 2018, el gobierno de Pedro Sánchez, con Josep Borell como ministro de Asuntos Exteriores, lo nombró embajador delegado permanente del Reino de España ante la Unesco.
Durante su mandato, en diciembre de 2019 el Gobierno de España recuperó siete cascos celtíberos que habían sido expoliados del yacimiento de Aranda de Moncayo en la década de 1980 y en julio de 2021 defendió que el Paseo del Prado y el parque del Buen Retiro fuesen incluidos en la categoría Paisaje Cultural Urbano. El comité de la Unesco aprobó esta inclusión el 25 de julio de ese año.
Cesó como embajador ante la UNESCO el 22 de octubre de 2021, siendo sustituido por el anterior ministro de Cultura y Deporte, José Manuel Rodríguez Uribes.

## Otras actividades
Además de político y abogado, Andrés Perelló ha desarrollado otras facetas como la de escritor con la novela La conjura de los caracoles (Ed. Algar, 2004), o tertuliano en diversos foros y medios de comunicación, un hecho que le ha reportado fuerte proyección mediática gracias a sus apariciones en la tertulia política del programa de televisión Crónicas Marcianas emitido en Telecinco entre 1997 y 2005.